# Рандалстаун (Мериленд)
Рандалстаун (енгл. Randallstown) насељено је место без административног статуса у америчкој савезној држави Мериленд.

## Демографија
По попису из 2010. године број становника је 32.430, што је 1.56 (5,1%) становника више него 2000. године.
| Група             | 2000.          | 2010.          |
| Белци             | 7.017 (22,7%)  | 4.160 (12,8%)  |
| Афроамериканци    | 22.259 (72,1%) | 26.168 (80,7%) |
| Азијати           | 683 (2,2%)     | 655 (2,0%)     |
| Хиспаноамериканци | 476 (1,5%)     | 877 (2,7%)     |
| Укупно            | 30.870         | 32.430         |